# William Rockefeller
William Avery Rockefeller, Jr. (31 de mayo de 1841-24 de junio de 1922) fue un financiero estadounidense que cofundó la Standard Oil con su hermano mayor, John Davison Rockefeller. Fue el segundo hijo del Sr, William Avery Rockefeller (1810-1906) y Eliza Davison (1813-1889) y miembro prominente de la familia Rockefeller.

## Primeros años
William Jr. nació en Richford, New York, y en 1853 su familia se trasladó a Strongsville, Ohio. Cuando era un joven estudiante en la escuela pública, estaba inspirado y motivado por su profesor-mentor, Rufus Osgood Mason, a quien Rockefeller en adelante denominó «Patrocinador Rockefeller».

## Carrera de negocios
En 1865, entró en el negocio del petróleo, comenzando una refinería. En 1867, la sociedad de su hermano mayor John, Rockefeller & Andrews, absorbe esta refinería. En 1870, esta empresa se convirtió en la Standard Oil.
Rockefeller era muy experto en asuntos de negocios. Se desempeñó como representante en Nueva York de la compañía hasta 1911, cuando la Standard Oil de Nueva Jersey se dividió por la Corte Suprema de los Estados Unidos. Él también tenía intereses en el cobre, ferrocarriles y servicios públicos, y construyó el National City Bank of New York, ahora parte de Citigroup.
A finales de 1890, Rockefeller se unió al director Henry H. Rogers de la Standard Oil en la formación de la Amalgamated Copper Mining Company, una sociedad de cartera que pretendía controlar la industria del cobre. Rockefeller, junto con Henry Rogers, ideó un plan engañoso que les generó una ganancia de 36 millones de dólares. En primer lugar, compraron propiedades en Anaconda de Marcus Daly por 39 millones de dólares, con la condición de que el cheque debía ser depositado en el banco y permanecer allí por un tiempo definido (el National City Bank era dirigido por amigos de Rockefeller). Rogers y Rockefeller luego establecieron una organización sobre el papel conocida como la United Copper Mining Company, con sus propios empleados como directores ficticios, afirmando que la compañía tenía un valor de 75 millones de dólares.
A continuación, la empresa United Copper les compraría Anaconda por 75 millones de dólares de capital social, que fue convenientemente impreso al efecto. Luego, se pidieron prestados 39 millones de dólares al banco utilizando United Copper como garantía. Devolvieron la Anaconda a Daly y vendieron por 75 millones las acciones de United Copper al público. Pagaron al banco los 39 millones y tuvieron una ganancia de 36 millones en efectivo.
Con la ayuda del banquero John Dennis Ryan, la Amalgamated Copper Mining adquirió a dos grandes competidores, controlando muy pronto todas las minas de Butte, Montana, convirtiéndose más tarde en la Anaconda Copper Company, la cuarta compañía más grande del mundo a finales de la década de 1920.

## Hogar y familia
En 1886, Rockefeller compró una propiedad a lo largo del río Hudson, General Lloyd Aspinwall, y la convirtió en una mansión llamada «Rockwood Hall». La propiedad fue posteriormente ubicada dentro de la finca «Pocantico» de la familia Rockefeller, en el condado de Westchester, Nueva York.
Rockefeller se casó con Almira Geraldine Goodsell (19 de marzo de 1844-17 de enero de 1920). William Jr. y el hijo segundo de Almira, William Goodsell Rockefeller, se casaron con Sarah Elizabeth «Elsie» Stillman, la hija mayor del presidente del National City Bank, James Jewett Stillman, y Sarah Elizabeth Stillman, y fueron los padres de James Stillman Rockefeller. Era miembro del Jekyll Island Club (también conocido como «El Club de los Millonarios») en la Isla Jekyll, Georgia, junto con JP Morgan, Joseph Pulitzer y otros magnates de la época. William Jr y el hijo más joven de Almira, Percy Avery Rockefeller, se casaron con Elsie y su hermana Isabel Goodrich Stillman. En 1906, se completó la casa de vacaciones de la pareja en la isla de Jekyll, denominada «Indian Mound». La casa de campo de veinticinco habitaciones permaneció en la familia hasta que se ordenó su desalojo en 1942 por el gobierno de los Estados Unidos. Cinco años más tarde la isla entera fue comprada por el estado de Georgia, y décadas más tarde fue incluido en el Registro Nacional de Lugares Históricos como Rockefeller Cottage.
William Rockefeller Jr. murió de neumonía el 24 de junio de 1922 en Tarrytown, Nueva York. Se había resfriado durante un viaje en coche junto con su hermano John y su sobrino John D. Rockefeller Jr. para visitar su casa de la infancia en Richford, Nueva York. Fue enterrado en el cementerio de Sleepy Hollow, Nueva York.
The New York Times estimó que el fideicomiso creado por Rockefeller para sus bisnietos nacidos y aún por nacer, «dejó un patrimonio bruto de 102 millones de dólares, que se redujo a 50 millones principalmente por 30 millones de deudas y 18,6 millones de impuestos sobre el patrimonio y herencia».

## Hijos
- Edward Lewis Rockefeller (2 de marzo de 1865-3 de agosto de 1866).
- Emma Rockefeller (8 de junio de 1868-11 de agosto de 1934) se casó con el Dr. David Hunter McAlpin.
- William Rockefeller Goodsell (21 de mayo de 1870-30 de noviembre de 1922) se casó con Sarah Elizabeth "Elsie" Stillman.
- John Davison Rockefeller II (8 de marzo de 1872 -1877).
- Percy Avery Rockefeller (27 de febrero de 1878-25 de septiembre de 1934) se casó con Isabel Goodrich Stillman.
- Ethel Geraldine Rockefeller (3 de abril de 1882-13 de agosto de 1973) se casó con Marcellus Hartley Dodge, Sr.